# Fissidens grossiretis
Fissidens grossiretis är en bladmossart som beskrevs av C. Müller 1875. Fissidens grossiretis ingår i släktet fickmossor, och familjen Fissidentaceae. Inga underarter finns listade i Catalogue of Life.